# Gunhilda Dánská
Gunhilda Dánská (1019/1020 ? – 18. července 1038) byla římskou královnou ze severské dynastie Jellingů.
Budoucí královna Gunhilda se narodila z druhého manželství Knuta Velikého s vdovou po anglickém králi Ethelredovi II. Emmou, dcerou Richarda Normandského. Roku 1036 byla v Nijmegen provdána za římského krále Jindřicha Černého, svého vrstevníka. O rok později se narodila dcera Beatrix, jež se později stala jeptiškou.
Gunhilda zemřela již roku 1038 pravděpodobně na malárii a byla pohřbena v klášteře Limburg.